# (118290) 1998 SZ26
1998 أس زد 26 (ويعرف أيضًا باسم (118290) 1998 أس زد 26 وفق تسمية الكوكب الصغير) (بالإنجليزية: 1998 SZ26)‏؛ هو كويكب ضمن حزام الكويكبات.
اكتُشف هذا الجُرم الفلكي بواسطة برنامج شميدت للكويكبات في بكين في 20 سبتمبر 1998، وترتيبه 118290 من حيث الاكتشاف.

## الوصف
اكتُشف 1182901998SZ في 20 سبتمبر 1998 في محطة شينغلونغ، الواقع في جبال يان، مقاطعة خبي في الصين، بواسطة برنامج شميدت للكويكبات في بكين. وقد رصد المشروع 654 مشاهدة للكويكب إلى غاية 9 يوليو 2021 بتوقيت منطقة المحيط الهادئ، أي في مدة قدرها 10,301 يومًا (28.2 عام). تستغرق الفترة المدارية للكويكب 1,260 يومًا (3.5 عام).

## الخصائص المدارية
يتميز مدار هذا الكويكب بنصف محور رئيسي يبلغ 2.28 وحدة فلكية، وحضيض قدره 1.84 وحدة فلكية، وانحراف قدره 0.192 وزاوية ميلان 4.97 درجة بالنسبة لمسار الشمس. بسبب هذه الخصائص، أي نصف المحور الرئيسي بين 2 و3.2 وحدة فلكية وحضيض أكبر من 1,666 وحدة فلكية، يُصنف هذا الجُرم الفلكي وفقًا لقاعدة بيانات مختبر الدفع النفاث لأجرام النظام الشمسي الصغيرة كائنًا من حزام الكويكبات الرئيسي.

## وصلات خارجية
- (118290) 1998 SZ26 في قاعدة بيانات مختبر الدفع النفاث لأجرام النظام الشمسي الصغيرة

- الاكتشاف · مخطط المدار ·  العناصر المدارية · المعلمات المادية

- (118290) 1998 SZ26 على موقع ويكي سكاي: DSS2, SDSS, GALEX, IRAS, Hydrogen α, X-Ray, Astrophoto, Sky Map, Articles and images